# 藏寶洞
藏寶洞（英語：Tsong Po Tung）是香港一座已清拆的先天道道堂，位於九龍牛池灣斧山原東山村。齋堂在城市發展下不獲保留，於1985年清拆，原址發展成居屋屋苑瓊麗苑。

## 歷史
藏寶洞於1933年由黃昌廉創立，屬於先天道流派，源自清遠藏霞洞，近接南海、佛山和廣州的永善堂與紫桂堂。藏寶洞位於斧山北麓，是一座數層高的「T」字型洋房，佔地不少。與同期建堂、位於斧山道旁的賓霞洞遙遙相對。藏寶洞最初的主持人為黃蓮清，道堂收容約50名末婚婦女居住，靜修齋戒，四周有農田供自耕自足。
1950年代以前，斧山一帶是遊人尋幽訪勝之地。遊記記載，藏寶洞附近有瀑布、寒澗和老樹，環境清幽。又有掌故指藏寶洞內的觀音菩薩像的眼睛是用鑽石嵌成的。
1970年代中起，斧山一帶開始發展，藏寶洞山下的地皮率先發展成富山邨和瓊山苑。1985年，藏寶洞被清拆，原址發展成瓊麗苑的停車場。